# 谷稲葉インターチェンジ
座標: 北緯34度52分12.35秒 東経138度13分31.44秒 / 北緯34.8700972度 東経138.2254000度
谷稲葉インターチェンジ（やいなばインターチェンジ）は、静岡県藤枝市にある藤枝バイパスのインターチェンジである。
インターチェンジの形状はY字型である。なお、敷地内に谷稲葉うぐいすパーキングエリアがある。

## 接続路線
- 国道1号（藤枝バイパス）
- 静岡県道32号藤枝黒俣線
- 静岡県道216号堀之内青島線

## 周辺
- 志太温泉
- 藤枝総合運動公園
- 静岡産業大学情報学部
- 藤枝市立総合病院

## 隣
藤枝バイパス
藪田西IC - 谷稲葉IC/谷稲葉うぐいすPA - 東光寺IC
次の休憩施設
- 上り線
  - （静岡方面） : 道の駅宇津ノ谷峠

- 下り線
  - （浜松方面） : 道の駅掛川（日坂バイパス）

## 料金所跡地
このインターチェンジには複数の料金所があったが、同バイパスが2005年3月30日 22:00をもって無料開放されたため、廃止された。
- 谷稲葉本線料金所 - 谷稲葉ICを通過する車両のための本線料金所。当ICの出口と入口の間にあった。
- 谷稲葉料金所 - 谷稲葉ICに出入りする車両のための料金所。料金は谷稲葉本線料金所の半額だった。

## 谷稲葉うぐいすパーキングエリア

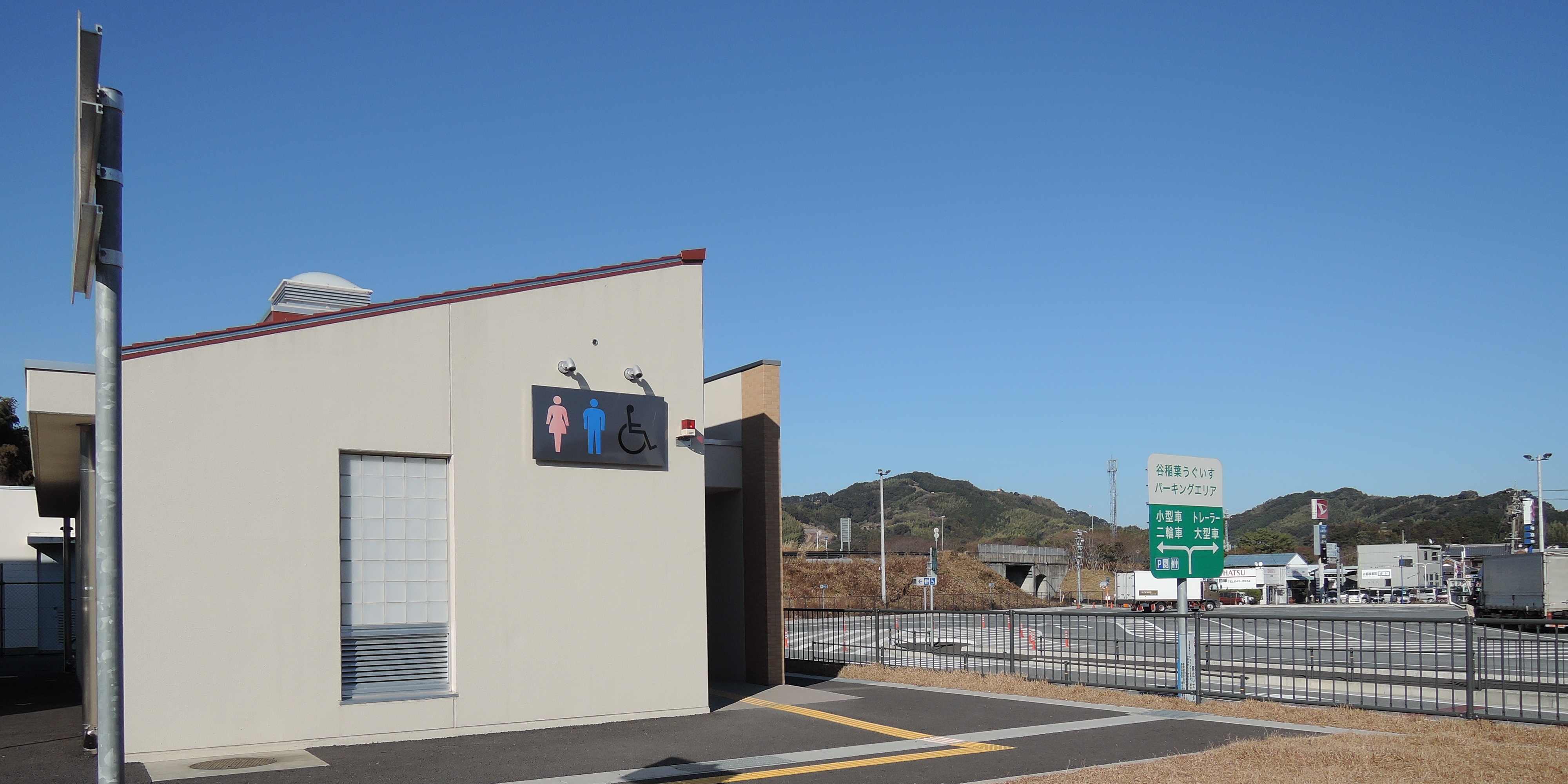
トイレ

谷稲葉うぐいすパーキングエリア（やいなばうぐいすパーキングエリア）は、谷稲葉インターチェンジの敷地内にあるパーキングエリアである。名称は候補の中から一般投票により選定された。
インター出口付近にあった旧・谷稲葉料金所関連施設の跡地に建設され、2012年2月20日より供用開始された。上下線集約型。

### 施設
- 駐車場
  - 普通車 : 24台
  - 大型車 : 58台
  - 身障者用 : 2台
- トイレ（いずれも24時間利用可能）
  - 男 : 大2器、小3器
  - 女 : 5器
  - 身障者用 : 1器